# Son La (provincie)
Son La (vietnamsky Sơn La) je provincie v severním Vietnamu, níž žije zde téměř 1 milion obyvatel. Hlavním městem je Son La. Region je hornatý a orientuje se na pěstování rýže. Nachází se zde hyroelektrárna Sơn La Dam, která je největší v jihovýchodní Asii.

## Geografie
Provincie sousedí v rámci Vietnamu s provinciemi Dien Bien, Lai Chau, Lao Cai, Yen Bai, Phu Tho, Hoa Binh a Thanh Hoa. Na jihu sousedí s Laosem. Terén je zde hornatý.